# فابيو سيزار مونتيزين
فابيو سيزار مونتيزين، من مواليد 24 فبراير 1979 في لوندرينا في البرازيل، لاعب كرة قدم قطري مجنس.
كان يلعب مع نادي ام صلال .
بدأ باللعب مع منتخب قطر لكرة القدم منذ عام 2008.
كان يلعب في نادي اودونيزي ولعب معهم من 2001 حتى 2005.ثم انتقل إلى نادي امبولي ولعب معهم حتى 2006 ثم انتقل إلى نادي العربي ولعب معهم حتى 2007 وسجل هناك 4 اهداف بعدها انتقل إلى ام صلال وحتى الآن وهو يلعب في ام صلال وأنتقل عام يناير 2010 إلي نادي الريان.

## وصلات خارجية
- فابيو سيزار مونتيزين على موقع الاتحاد الدولي (مؤرشف)  (الإنجليزية)
- فابيو سيزار مونتيزين على موقع قاعدة بيانات كرة القدم.إي يو (الإنجليزية)
- فابيو سيزار مونتيزين على موقع ناشيونال فوتبول تيمز (الإنجليزية)
- فابيو سيزار مونتيزين على موقع Soccerway.com (الإنجليزية)
- فابيو سيزار مونتيزين على موقع عالم كرة القدم.نت (الإنجليزية)